# كلاوديو دياز
كلاوديو دياز (بالإنجليزية: Claudio Dias)‏ (10 نوفمبر 1994 بميلتون كينز في المملكة المتحدة - ) هو لاعب كرة قدم بريطاني في مركز الوسط. لعب مع نادي نورثامبتون تاون.

## وصلات خارجية
- كلاوديو دياز على موقع قاعدة بيانات كرة القدم.إي يو (الإنجليزية)
- كلاوديو دياز على موقع Soccerbase.com (لاعب) (الإنجليزية)
- كلاوديو دياز على موقع Soccerway.com (الإنجليزية)